# Radyo-1
Radyo-1 ist das erste Hörfunkprogramm der staatlichen Rundfunkgesellschaft TRT in der Türkei.

## Geschichte
1974 wurden die seit 1964 von der Post an die TRT übergebenen Sendestationen (Radyo Istanbul, Ankara Radyosu u. a.) zu einem Sender zusammengefasst. Aus diesem Vollprogramm mit Inhalten aller Sparten wurde TRT 1. Ab 1975 gingen weitere Radioprogramme auf Sendung. 1987 wurde TRT 1 in Radyo-1 umbenannt. Die TRT setzte nun auf stärkere inhaltliche Abgrenzung der Radioprogramme untereinander.

## Programm
Radyo-1 ist ein anspruchsvolles Wortprogramm, d. h. dass neben Bildungs- v. a. Kulturprogramme verbreitet. TRT beschreibt ihr erstes Radioprogramm:
„Bildung, Kultur, Nachrichten... für alle, die wissen, lernen müssen... Wissenschaft, Kunst, Literatur, Theater, Sport, Umwelt, Wirtschaft, magazin... Alles über das Leben ... richtig, neutral, schnelle Berichterstattung..“.

## Verbreitung
Radyo-1 kann in der Türkei über Ultrakurzwelle empfangen werden. Weitere Empfangsmöglichkeiten sind DVB-S (Türksat) und im Internet über einen Mediaplayer.